# Blenkert
Blenkert is een buurtschap van Roggel in de gemeente Leudal, in de Nederlandse provincie Limburg. Tot 2007 viel de buurtschap onder de gemeente Roggel en Neer. 
Blenkert is gelegen in het buitengebied ten westen van Roggel en ten noorden van Heythuysen en bestaat uit circa 10 boerderijen en woonhuizen. Qua adressering valt het onder de woonplaats Roggel. Ten noorden van de buurtschap ligt de Asbroekerheide, een aaneengesloten bosgebied van circa 500 hectare dat een restant is van de Peel. Naburige buurtschappen zijn verder Roligt, Laak en Strubben.
Dorpen: Baexem · Buggenum · Ell · Grathem · Haelen · Haler · Heibloem · Heythuysen · Horn · Hunsel · Ittervoort · Kelpen-Oler · Neer · Neeritter · Nunhem · Roggel

Buurtschappen: Aan de Bergen · Aan het Broek · Achter het Klooster · Asbroek · Beekkant · Berik · Blenkert · Brumholt · Caluna · Castert · De Horck · Dries · Eiland · Eind · Ellerhei · Gendijk · Geneijgen · Gerhegge · Haelense Broek · Hanssum · Heiakker · Heide (Heythuysen) · Heide (Roggel) · Heioord · Heugde · Hoek · Hollander · Hoogschans · Hoogstraat · De Horck · Kappert · Karreveld · Keizerbos · Kinkhoven · Laak · Maxet · Mortel · Nijken · Op de Bos · Ophoven · Overhaelen · Roligt · Santfort (deels) · Schaapsbrug · Schans (Ell) · Schans (Roggel) · Schillersheide · Smidstraat · Strubben · Uffelse · Venne · Vestjenshoek · Vlaas · Waije

Voormalige gemeenten: Haelen · Heythuysen · Hunsel · Roggel en Neer

Limburg: Steden en dorpen      Nederland: Provincies · Gemeenten